# Вишковичі
Вишковичі (хорв. Viškovići) — населений пункт у Хорватії, в Істрійській жупанії у складі громади Раша.

## Населення
Населення за даними перепису 2011 року становило 170 осіб.
Динаміка чисельності населення поселення:

## Клімат
Середня річна температура становить 14,11 °C, середня максимальна – 26,85 °C, а середня мінімальна – 1,75 °C. Середня річна кількість опадів – 941 мм.
| Клімат поселення                              | Клімат поселення | Клімат поселення | Клімат поселення | Клімат поселення | Клімат поселення | Клімат поселення | Клімат поселення | Клімат поселення | Клімат поселення | Клімат поселення | Клімат поселення | Клімат поселення | Клімат поселення |
| Показник                                      | Січ.             | Лют.             | Бер.             | Квіт.            | Трав.            | Черв.            | Лип.             | Серп.            | Вер.             | Жовт.            | Лист.            | Груд.            |                  |
| Середній максимум, °C                         | 9,71             | 9,82             | 12,87            | 16,08            | 21,04            | 25,43            | 26,85            | 26,67            | 22,03            | 17,67            | 12,84            | 9,93             |                  |
| Середня температура, °C                       | 5,74             | 5,82             | 8,90             | 12,10            | 17,07            | 21,45            | 23,91            | 23,71            | 19,09            | 14,72            | 9,90             | 7,00             |                  |
| Середній мінімум, °C                          | 1,76             | 1,87             | 4,92             | 8,12             | 13,08            | 17,46            | 20,96            | 20,77            | 16,14            | 11,79            | 6,95             | 4,05             |                  |
| Норма опадів, мм                              | 79               | 63               | 66               | 70               | 63               | 70               | 45               | 71               | 90               | 113              | 119              | 92               |                  |
| Середньомісячна швидкість вітру, м/с          | 2.88             | 3.09             | 3.16             | 3.00             | 2.68             | 2.57             | 2.56             | 2.56             | 2.70             | 2.97             | 3.19             | 3.12             |                  |
| Середньомісячна сонячна радіація, кДж/м²·день | 4514             | 7398             | 10806            | 15427            | 19714            | 21683            | 22573            | 19606            | 14293            | 9264             | 4973             | 3861             |                  |
| --------------------------------------------- | ---------------- | ---------------- | ---------------- | ---------------- | ---------------- | ---------------- | ---------------- | ---------------- | ---------------- | ---------------- | ---------------- | ---------------- | ---------------- |
| Джерело:                                      |                  |                  |                  |                  |                  |                  |                  |                  |                  |                  |                  |                  |                  |